# Dicrepidius
Dicrepidius – rodzaj chrząszcza z rodziny sprężykowatych.
Owady tego rodzaju występują w takich krajach, jak Stany Zjednoczone, Gwatemala, Belize, Nikaragua, Panama, Kuba, Gwadelupa, Saint Vincent i Grenadyny, Grenada, Kolumbia, Brazylia, Argentyna.